# Dallas Bixler
Dallas Denver Bixler (* 17. Februar 1910 in Hutchinson, Kansas, USA; † 13. August 1990 in Buena Park, Kalifornien) war ein amerikanischer Reckturner, der in seiner Karriere (als Sportler) nur einen großen Erfolg hatte.

## Leben
Dallas Denver Bixler wurde als Sohn des Pionierfliegers und Schützlings der Gebrüder Wright John Bixler geboren. 1932, bei den Olympischen Sommerspielen in Los Angeles holte Bixler die Goldmedaille am Reck. Er wäre eventuell in den All-Around-Wettbewerb eingestiegen, zog sich aber 1935 eine Schulterverletzung zu und musste die Karriere als Sportler aufgeben, blieb aber trotzdem olympisch aktiv: Er wurde zum Präsidenten der südkalifornischen Olympia-Abteilung ernannt. Außerdem assistierte er 1984 dem Olympic Organizing Committee.
Nachdem er sich von der schweren Verletzung erholte, wurde er Bankier, Gastronom und Speisenberater für das Walt Disney World Resort in Orlando, Florida. Im Jahre 1965 bewarb er sich an der University of California, Los Angeles, bekam eine Lehrerbescheinigung und fuhr zu verschiedenen Schulen in Los Angeles, um dort kommerzielles Kochen zu unterrichten. Er starb 1990 in Buena Park, Kalifornien.